# نوميديا نيوز (قناة)
نوميديا نيوز تي في هي قناة إخبارية جزائرية مستقلة، وقد اتخذت هذا الاسم تيمنا بمملكة نوميديا الأمازيغية التي قامت في عصور ما قبل الميلاد وهي الجزائر حاليا. انطلق بثها في 11 ديسمبر 2012، في الذكرى الأولى لانطلاق وكالة نوميديا نيوز وهو تاريخ يصادف يوم خروج الجزائريين طلباً للتحرر سنة 1961. وتهتم ببث آخر المستجدات السياسية والرياضية على الساحة الجزائرية، العربية والدولية.
وهي قناة إخبارية كون معظم برامجها ذات صبغة إخبارية إلى جانب بعض البرامج الحوارية والتفاعلية والاجتماعية.

## أهداف القناة
تهدف القناة بالدرجة الأولى إلى إيصال صورتها إلى مختلف أرجاء العالم، وهذا من خلال بثها لنشرات إخبارية تتابع الأحداث في كل مكان وبكل مصداقية، خاصة وأن القناة تحصلت على رخص في أكبر الهيئات العالمية، وتبث إلى جانب اللغة العربية باللغة الأمازيغية والفرنسية والإنجليزية والإسبانية.
ومن جهة أخرى تهدف إلى توصيل الصورة الحقيقة للأحداث دون تحريف أو تزييف، وهذا ما تتحدث عنه في مختلف برامجها.

## مقر القناة
يتواجد المقر المركزي للقناة بجنيف سويسرا إلى جانب مقر فرعي بالجزائر وفروع أخرى بدول الخليج وأمريكا.

## ترددات القناة
على مدار النايسات على التردد 11958 عمودي 27500

## المكاتب والمراسلين
تمتلك قناة نوميديا نيوز ووكالتها مكاتب معتمدة في مختلف بلدان العالم، أهمها مكتب واشنطن ومكتب فيينا، ومن ثم مكتب القاهرة ومكتبي باريس ودبي، إلى جانب مكاتب أخرى مثل مكتب صنعاء ومسقط وعمان، باماكو والخرطوم وغيرها...

## البرامج
- نشرة الجزائر: التي تسلط الضوء على أهم المستجدات السياسية في الجزائر
- نشرة المغرب العربي والساحل: وتهتم بأخبار دول المغرب العربي ودول الساحل
- نشرة اليمن وشبه الجزيرة العربية: وتهتم بآخر مستجدات منطقة شبه الجزيرة العربية واليمن.
- نشرة فلسطين: وهي نشرة خاصة بدولة فلسطين المحتلة وأهم مجريات الأحداث فيها.
- نشرة تركيا وما جاورها: وهي نشرة خاصة بتركيا والعراق وسوريا ومختلف الدول القريبة إلى تركيا.
- نشرة أوروبا الشرقية: وهي نشرة تهتم بأخبار دول أوربا الشرقية مثل اليونان والمجر وغيرها.
- المجلة الأوربية: نشرة عامة عن أخبار دول أوربا.
- نشرة أمريكا: وهي نشرة تلم بأهم الأخبار والأحداث في قارة أمريكا.
- برنامج ما لا يقال: وهو برنامج ثقيل يقدمه سامر رياض، والذي يخوض في الحديث عن المسائل الشائكة في العالم.
- راي في الحدث:
- قصتي مع السلاح: برنامج أسبوعي يسرد فيه أحد العائدين من أفراد الجماعة الإسلامية في الجزائر حياته مع القتال في الجبال.
- الصحة: برنامج أسبوعي يهتم بالجانب الصحي للإنسان وأهم السبل الكفيلة للوقاية من الأمراض.
- تاريخ الجماعات الإسلامية في الجزائر: يهتم بنشر حقائق حول تاريخ ونشأة الجماعات الإسلامية في الجزائر
- مال وأعمال: الذي يعالج مواضيع شتى متعلقة بالاقتصاد الوطني والعالمي، مع الأستاذ إبراهيم لكفل
- المجلة الرياضية: خلاصة لأهم الأحداث الرياضية العالمية في اليوم.
- عدسة المراسلين: تسلط الضوء على أهم التقارير التي قام بها مراسلوا نوميديا نيوز عبر العالم.
- تحقيقات: الذي يسلّط الضوء على مظاهر الفساد وغيرها في الوطن والعالم
- برنامج المجلة السينمائية: الذي يطوف هوليوود لجلب آخر أخبار الممثلين العالميين
- برنامجين دينيين دين ودنيا والعلم والإيمان مع فضيلة الشيخ عبد المجيد الزنداني، ليجيب على استفسارات المشاهدين.
- فلاش سبور: ملخص لأهم الأحداث الرياضية اليومية.
- فضاءات تربوية: برنامج يعالج القضايا التربوية في الجزائر.
- نوميديا نيوز أكاديمي: برنامج أسبوعي لتعليم اللغة الإنجليزية.
- جيل الغد: يعالج مشاكل الشباب المعاصر.
- نيوتيك: يقدم أهم مستجدات التكنولوجيا والاتصالات.